# Сориано (департамент)
Сориа̀но (на испански: Soriano) е един от 19-те департамента на южноамериканската държава Уругвай. Намира се в западната част на страната. Общата му площ е 9008 км², а населението е 84 563 жители (2004 г.) Столицата му е град Мерседес.
1. ↑  www.gub.uy